# Episodi di The Good Fight (seconda stagione)
La seconda stagione della serie televisiva The Good Fight, composta da 13 episodi, è stata pubblicata dal servizio di video on demand CBS All Access dal 4 marzo al 27 maggio 2018.
In Italia la stagione è stata interamente pubblicata il 12 settembre 2018 su TIMvision.
Sin dal primo episodio entra nel cast principale Audra McDonald nel ruolo di Liz Reddick-Lawrence.
Nel corso della stagione escono invece dal cast Paul Guilfoyle (Henry Rindell) e Bernadette Peters (Lenore Rindell).
In questa stagione i titoli degli episodi fanno riferimento al tempo trascorso dall'inizio dell'amministrazione Trump.
| nº | Titolo originale | Titolo italiano | Pubblicazione USA | Pubblicazione Italia |
| -- | ---------------- | --------------- | ----------------- | -------------------- |
| 1  | Day 408          | Giorno 408      | 4 marzo 2018      | 12 settembre 2018    |
| 2  | Day 415          | Giorno 415      | 11 marzo 2018     | 12 settembre 2018    |
| 3  | Day 422          | Giorno 422      | 18 marzo 2018     | 12 settembre 2018    |
| 4  | Day 429          | Giorno 429      | 25 marzo 2018     | 12 settembre 2018    |
| 5  | Day 436          | Giorno 436      | 1º aprile 2018    | 12 settembre 2018    |
| 6  | Day 443          | Giorno 443      | 8 aprile 2018     | 12 settembre 2018    |
| 7  | Day 450          | Giorno 450      | 15 aprile 2018    | 12 settembre 2018    |
| 8  | Day 457          | Giorno 457      | 22 aprile 2018    | 12 settembre 2018    |
| 9  | Day 464          | Giorno 464      | 29 aprile 2018    | 12 settembre 2018    |
| 10 | Day 471          | Giorno 471      | 6 maggio 2018     | 12 settembre 2018    |
| 11 | Day 478          | Giorno 478      | 13 maggio 2018    | 12 settembre 2018    |
| 12 | Day 485          | Giorno 485      | 20 maggio 2018    | 12 settembre 2018    |
| 13 | Day 492          | Giorno 492      | 27 maggio 2018    | 12 settembre 2018    |

## Giorno 408
- Titolo originale: Day 408
- Diretto da: Brooke Kennedy
- Scritto da: Robert King e Michelle King

### Trama
Carl Reddick, socio fondatore della "Reddick, Boseman & Kolstad" è morto. Al funerale, tra gli altri, è presente anche sua figlia Liz, ex moglie di Adrian e Procuratore del Dipartimento di Giustizia. I due ex coniugi si detestano e malgrado le luttuose circostanze riescono ugualmente a scontrarsi quando Adrian chiede a Liz di poter mantenere il nome "Reddick" per lo Studio e lei rifiuta, ribattendo che senza l'effettiva presenza del padre lo Studio si renderebbe colpevole di pubblicità ingannevole.
Di lì a poco sorgono altri problemi: durante l'orazione funebre Barbara ricorda la storia di Carl Reddick e sostiene che in fondo tutti loro ne hanno tradito l'alta moralità perché hanno iniziato a considerare più importanti i guadagni e a vedere le leggi come norme da aggirare. Il tenore del discorso sembra scontentare Habercore, importante cliente di Diane per il quale lo Studio dovrebbe curare la creazione di una biblioteca presidenziale dedicata a Barack Obama. Purtroppo Diane non è presente per difendere il progetto: è rimasta bloccata in tribunale dove un sempre più svagato Howard Lyman, diventato giudice, fa perdere alla sua causa un sacco di tempo.
Diane riesce a raggiungere gli altri soltanto al cimitero. Si scopre che Habercore non ha problemi con il discorso di Barbara: più semplicemente intende rivolgersi a Liz Reddick. Liz infatti è stata sospesa dal Dipartimento di Giustizia a causa di un tweet in cui ha definito Donald Trump un "suprematista bianco"; si è licenziata e ora intende aprire uno Studio tutto suo. Per superare l'ostacolo Diane propone allora di prendere Liz come socio titolare, cosa che consentirebbe allo Studio anche di mantenere il nome "Reddick". Adrian è  ovviamente contrario ma con l'appoggio degli altri quindici soci Diane e Julius si propongono di scavalcarlo agevolmente.
Al cimitero Diane reincontra anche Renée che si scusa per non averla assunta quando lei si trovava in difficoltà; ora le propone di prendere nel suo Studio il posto di un avvocato deceduto. Diane, che non si fida di Renée, rifiuta e di lì a poco scopre di aver fatto la cosa migliore: la stessa proposta era stata rivolta a Barbara Kolstad e alla fine è proprio lei a trasferirsi da Renée.
A parte questi inconvenienti Diane avverte altri motivi di crisi: c'è il peso della nuova amministrazione, inoltre si sente circondata dalla morte perché in città già diversi avvocati sono stati uccisi da clienti scontenti a causa delle eccessive parcelle. Una microdose di psilocibina regalatale da un gentile barman colpito dal suo bel sorriso, riesce momentaneamente a tirarla un po' su.
Anche Maia è ancora oppressa dai guai che coinvolgono la sua famiglia: manca poco al processo in cui la ragazza rischia una condanna a cinque anni di reclusione. L'agente federale Madeline Starkey cerca di forzarla ad un accordo - rivelazioni esaustive sul padre in cambio della caduta delle accuse - tuttavia Maia rifiuta. Si trova però in difficoltà quando le viene mostrata la foto di una donna, scattata all'aeroporto di Dubai, che là ha prelevato un milione di dollari da un conto bancario intestato a Henry Rindell. Le sembra di riconoscerla come Rosalie, che dodici anni prima era stata sua istruttrice di tennis; i Rindell l'avevano poi allontanata quando le due ragazze avevano iniziato ad essere troppo intime.
Maia si chiede cosa leghi Henry e Rosalie, dopo tanto tempo: una possibile risposta viene fornita da un'intercettazione telefonica che Madeline Starkey le fa ascoltare. Dalla registrazione risulta non solo che Henry ha una relazione con Rosalie, ma che i due hanno addirittura un figlio di sette anni. La cosa è preoccupante, ma Jay riesce a dimostrare l'esistenza di un programma audio dell'FBI con il quale è possibile produrre qualunque tipo di conversazione. Dunque la presunta prova è stata costruita ad arte.
Maia e Lucca (che la difende) fanno capire all'agente Starkey che sono a conoscenza dell'espediente da lei adottato e chiedono di fare un accordo senza condizioni che preveda l'assoluzione di Maia.
- Altri interpreti: Audra McDonald (Liz Reddick-Lawrence), Brian Stokes Mitchell (Rod Habercore), Jerry Alden (Howard Lyman), Jayne Houdyshell (Renée), Adam Heller (Wilbur Dincon), Kristen Carpenter (Rosalie Richetta), Jane Lynch (agente federale Madeline Starkey), Simon Feil (Stan Greennoble), Alton Fitzgerald White (il direttore delle pompe funebri), Drew Gehling (il barman)

## Giorno 415
- Titolo originale: Day 415
- Diretto da: Jim McKay
- Scritto da: William Finkelstein
- Altri interpreti: Helene Yorke (Amy Breslin), Caroline Aaron (Lucy Heinberg), Sam McMurray (Joe Swoboda), Samantha Massell (Esther), Kristen Carpenter (Rosalie Richetta), Tess Soltan (Sonya), Denis O'Hare (giudice Charles Abernathy), Jed Orleman (Tim Shefflin), Simon Feil (Stan Greennoble)

## Giorno 422
- Titolo originale: Day 422
- Diretto da: James Whitmore jr
- Scritto da: Joey Hartstone
- Altri interpreti: Christine Lahti (Andrea Stevens), David Call (Drew Lovatto), Sullivan Jones (Blake Masters), Isabella Farrell (Melanie Clark), Wendell B. Franklin (capitano Ian Lawrence), Cindy Cheung (Lori Ackerman), Jeb Brown (Chester), Rob Reiner (giudice Josh Brickner), Charlie Pollock (detective Gifford), Curran Connor (Elvis Halliday), Drew Gehling (il barman)

## Giorno 429
- Titolo originale: Day 429
- Diretto da: Ron Underwood
- Scritto da: Jonathan Tolins
- Altri interpreti: Gary Cole (Kurt McVeigh), Tim Matheson (Tully Nelson), Mamie Gummer (Nancy Crozier), Ashley Thomas (Dominic Quinn), Corey Cott (Tom C. Duncan), Zachary Booth (Jerry Warshofsky), Richard Masur (Geoffrey Solomon), Austin Durant (Sidney Coulson), Pippa Pearthree (signora DuPont), Teddy Cañez (S. A. Horvath), Nat Cassidy (Bernard Radosh), Christian Borle (Carter Schmidt), Carrie Preston (Elsbeth Tascioni), Emeka Guindo (Malcolm)

## Giorno 436
- Titolo originale: Day 436
- Diretto da: Jim McKay
- Scritto da: Marcus Dalzine
- Altri interpreti: Tim Matheson (Tully Nelson), Keesha Sharp (Naomi Nivola), Peter Scolari (Greg), Murphy Guyer (capitano Peter Vorchek), Terry Serpico (agente Vince Torino), Adam Ferrara (agente Glasser), Kelly McAndrew (agente Kominski), Ruffin Prentiss (agente Meredith), Kathy Searle (Beth Lyngard), Sarah Clements (Kelsey Arrington), Andrea Martin (Francesca Lovatelli), F. Murray Abraham (Burt Preston)

## Giorno 443
- Titolo originale: Day 443
- Diretto da: Brooke Kennedy
- Scritto da: Jaquelyn Reingold
- Altri interpreti: Greta Lee (Amber Wood-Luz), Matt Walsh (giudice Oliver Walenstadt), Evan Handler (Jonathan), Glenn Stott (Dennis Honeycutt), Connie Bay (signora Honeycutt), Maurice Jones (Jedidah), Wayne Wilcox (Dale Kuzma), John Schiappa (Warren Hesseman), Bebe Neuwirth (giudice Claudia Friend), Kevin McNally (Franz Mendelssohn), Meredith Garretson (Reese), Julia Atwood (Lacey Harmon), José  Ramón Rosario (Harris)

## Giorno 450
- Titolo originale: Day 450
- Diretto da: Frederick E. O. Toye
- Scritto da: Tegan Shohet
- Altri interpreti: Michael Ian Black (Stephen Rankin-Hall), David Call (Drew Lovatto), Heather Lind (Carine Minter), Helene Yorke (Amy Breslin), Gary Milner (marshall Lock), Andrea Martin (Francesca Lovatelli), Margo Martindale (Ruth Eastman)

## Giorno 457
- Titolo originale: Day 457
- Diretto da: Clark Johnson
- Scritto da: Aurin Squire
- Altri interpreti: Alan Alda (Solomon Waltzer), Gary Cole (Kurt McVeigh), Tim Matheson (Tully Nelson), Kurt Fuller (giudice Peter Dunaway), Megan Hilty (Holly Westfall), Nikki M. James (Monica Timmons), Mark Tallman (Rashid Clarkson), Donald Paul (Craig Savador), Rob McClure (giudice Trig Mullaney), Lawrence Blum (Daniel Whitehead), Steve Blanchard (lo sceriffo), Drew Gehling (il barman)

## Giorno 464
- Titolo originale: Day 464
- Diretto da: Michael Zinberg
- Scritto da: Robert King e Michelle King
- Altri interpreti: Fisher Stevens (Gabriel Kovac), Michael Ian Black (Stephen Rankin-Hall), Mike Pniewsky (Frank Landau), Peter Gerety (giudice Timothy Stanek), Donald Paul (Craig Savador), Lili Mirojnick (Dominika Sokolov), William Ragsdale (Rodney Pebbler), Michael Satow (Stark Schiff), Ashlei Sharpe Chestnut (Rachelle Dabrezil), Jane Lynch (agente federale Madeline Starkey), Margo Martindale (Ruth Eastman), Joe Cassidy (Davey Lion), Jasmine Bachelor (Renee)

## Giorno 471
- Titolo originale: Day 471
- Diretto da: Kevin Rodney Sullivan
- Scritto da: William Finkelstein
- Altri interpreti: Alan Alda (Solomon Waltzer), Dylan Baker (Colin Sweeney), Mike Colter (Lemond Bishop), Wallace Stevens (Charles Lester), Wendell B. Franklin (capitano Ian Lawrence), Mike Pniewsky (Frank Landau), Katrina Lenk (Naftali Amato), Anthony DeSando (detective Hedren), Aaron Lazar (William Sattmann), Lilli Cooper (addetta alla reception)

## Giorno 478
- Titolo originale: Day 478
- Diretto da: Brooke Kennedy
- Scritto da: Jonathan Tolins

### Trama
Una sera Diane, per ripararsi dalla pioggia battente, entra in una lavanderia apparentemente deserta; alcuni rumori la attirano sul retro dove scopre l'esistenza di una palestra di aikido. Rimane affascinata dall'armonia dei gesti e viene invitata a tornare per unirsi agli atleti. Dopo un'iniziale titubanza Diane prende a frequentare la palestra e l'attività sembra giovarle, attenuando il suo senso di oppressione.
Liz e Maia rappresentano Ron Williams, fotografo sportivo, contro Emily Chapin, produttrice televisiva: i due hanno avuto un primo appuntamento che si è concluso con sesso orale, anche se Ron avrebbe voluto qualcosa di più. Ron ed Emily concordano nel rievocare i fatti, però ne danno un'interpretazione nettamente diversa: lui afferma di essersi spinto sino al punto in cui Emily lo ha incoraggiato ad arrivare; lei invece sostiene di averlo solo assecondato in modo che poi le permettesse di andarsene, ma a suo parere si è trattato di molestie.
A peggiorare il tutto, l'amica di un'amica con cui Emily si è confidata ha fatto arrivare la vicenda su di un blog orbitante all'interno del Movimento Me Too, intitolato "Stronzi da evitare". Emily dice di aver accettato la pubblicazione della vicenda perché la spiacevole verità non doveva rimanere nascosta. Ron però è stato licenziato dal suo lavoro di fotografo e ora intende fare causa all'agguerrita autrice del blog: chiede che il racconto sia cancellato, ed esige delle scuse e un risarcimento. Dunque si va in tribunale anche se Liz e Maia non sono troppo ottimiste sulla possibilità di ottenere la vittoria. Il caso apre infatti aspre discussioni anche all'interno dello Studio: di volta in volta, a seconda delle diverse prospettive, Ron ed Emily risultano tanto vittime quanto colpevoli. Come ulteriore complicazione Marissa scopre alcuni precedenti che farebbero nascere dubbi sull'esistenza di uno schema comportamentale per entrambi: Emily ama flirtare ma non fare sesso, e Ron forse tende a nascondere le proprie insicurezze dietro un pizzico di aggressività.
Le avvocatesse pensano di abbandonare il caso dopo aver esaurito l'anticipo, ma dietro richiesta di Adrian si fanno avanti Tom Duncan e Jerry Warshofsky, gli abituali finanziatori, che contro il blog hanno in mente una class action da cui si propongono di guadagnare molto. Quando però si scopre che notizie riguardanti Jerry stanno per essere pubblicate su "Stronzi da evitare", si arriva ad un patteggiamento: la definitiva chiusura del blog in cambio dell'abbandono della class action.
Mentre Adrian è ancora in ospedale, Marissa e Jay (che è stato reintegrato da Diane) continuano ad indagare sul suo ferimento: i loro maggiori sospettati sono Felix Staples, nuova icona dell'estrema Destra, e Dennis Honeycutt, un neonazista contro cui nel passato Adrian si è scontrato in tribunale. Entrambi però hanno solidi alibi quindi la pista della polizia, secondo cui l'aggressore sarebbe stato non un bianco bensì un afroamericano, inizia a sembrare attendibile: del resto, ci sono testimoni ed è stata ritrovata l'arma. Si continua ad indagare su Lemond Bishop, ma tra i sospettati entra anche Paul Johnson, il ragazzo smascherato da Adrian per aver mosso contro un pastore false accuse di molestie. Alla fine però si scopre che l'intera faccenda è una montatura orchestrata dall'agente Whitehead: è stato lui stesso a sparare ad Adrian, gettando poi la pistola e fingendo di aver raccolto le dichiarazioni di inesistenti testimoni. Mentre Adrian esce dall'ospedale, affettuosamente accolto dai colleghi, Whitehead viene arrestato.
Per Diane ci sono buone notizie: Glen, il suo commercialista, la informa che grazie al risparmio e agli utili ottenuti con vari investimenti, sono stati recuperati tutti i soldi perduti in precedenza a causa dello "scandalo Rindell". Paradossalmente la ripresa è stata agevolata dagli sgravi fiscali introdotti dall'amministrazione Trump: ora Diane potrebbe andare in pensione e ritirarsi nella villa in Provenza che aveva in animo di acquistare. Per sfruttare sino in fondo gli sgravi, anche il divorzio da Kurt andrebbe definito entro la fine dell'anno.
Diane tuttavia non è sicura di voler davvero divorziare anche se è ben consapevole dei problemi del suo matrimonio. Lei e Kurt hanno difficoltà a parlare dell'argomento sino al momento in cui lo stesso Kurt propone una soluzione: dice di voler cercare lavoro a Chicago, dunque eviterà di essere continuamente in viaggio e potrà stare di più accanto alla moglie. Venderanno le rispettive case e ne acquisteranno una nuova in comune: insomma, daranno vita ad un matrimonio migliore e più convincente. Quando scopre che alla fin fine Kurt non ha nemmeno votato per Trump, bensì per un candidato indipendente, Diane è più che felice di accettare.
Nel frattempo Lucca e Colin hanno continuato a scontrarsi sul piano professionale, ma anche a livello personale ci sono alcune divergenze: in vista degli sviluppi della sua carriera politica a Washington, Colin cerca di convincere Lucca a trasferirsi con lui, ma la ragazza rifiuta decisamente. Poi però inizia a ricevere proposte lavorative proprio da Washington, persino Habercore la vorrebbe come consulente; dopo aver sospettato di Colin, Lucca scopre che in realtà le pressanti ingerenze sono opera di Francesca, la madre di lui.
- Altri interpreti: Gary Cole (Kurt McVeigh), Becky Ann Baker (Alma Hoff), Elizabeth Lail (Emily Chapin), Brian Stokes Mitchell (Rod Habercore), Zachary Booth (Jerry Warshofsky), Corey Cott (Tom C. Duncan), Anthony Rapp (Glen), Wendell B. Franklin (capitano Ian Lawrence), Anthony De Sando (detective Hedren), Zoe Winters (Gretchen Mackie), Robert Eli (Ron Williams), Glenn Stott (Dennis Honeycutt), Suzette Gunn (Meghan Schoer), Scott Drummond (Sebastian Rose), Gillian Glasco (Dede), Peterson Townsend (Jeremy), Laurence Blum (Daniel Whitehead)

## Giorno 485
- Titolo originale: Day 485
- Diretto da: Ron Underwood
- Scritto da: Jaquelyn Reingold e Marcus Dalzine

### Trama
Jay e Maia sono in viaggio dall'aeroporto con Avi Epps, appena arrivato da Israele per testimoniare in tribunale su di una causa per frode. La loro auto viene fermata dalla polizia per eccesso di velocità e di lì a poco Avi e Jay vengono arrestati: il primo perché durante il controllo nel suo bagaglio sono stati trovati dei medicinali sospetti, il secondo per quella che di solito (e amaramente) viene definita"guida in stato di evidenziare negritudine". Maia dà l'allarme, e Liz e Diane si attivano per ottenere la libertà su cauzione.
All'udienza Liz scopre che alcuni agenti dell'Immigrazione, guidati dall'avvocato Basehart, sono interessati a Jay, contro il quale è stato spiccato un mandato d'arresto. Insieme a Diane riesce a fare trattenere Jay in custodia nel carcere della Contea in modo che l'immigrazione non possa trasferirlo; intanto si cercheranno i documenti necessari a dimostrare che Jay è cittadino americano, non passibile di rimpatrio in Nigeria.
Purtroppo quando il certificato di nascita viene trovato, il documento risulta falso: i defunti genitori di Jay hanno duplicato per lui il certificato di Brigitte, la sua presunta gemella (in realtà sorella minore di un anno, lei sì nata negli Stati Uniti). Con sgomento l'investigatore scopre dunque di aver vissuto per trentotto anni una sorta di falsa esistenza.
Pur di mettere le mani su Jay, la polizia fa decadere l'accusa per possesso di droga e mentre Avi Epps scompare, probabilmente rientrando in Israele, l'investigatore rischia di nuovo di essere preso in custodia dall'Immigrazione. Lo salva l'insperato aiuto del giudice Suzanne Morris che durante l'ennesima udienza gli suggerisce di dire qualcosa di sconveniente, così da poterne prolungare il fermo per vilipendio alla Corte. Ma si tratta di un rimedio temporaneo perché Basehart non intende mollare.
Julius prende contatti con il rappresentante dei Repubblicani che offrono il loro aiuto in cambio del contratto ChumHum. La richiesta è tanto eccessiva quanto sospetta, per cui Julius preferisce temporeggiare.
Intanto la vera battaglia si svolge altrove, tra la Contea e il governo federale: entrambi rivendicano la giurisdizione sul caso Dipersia e mentre un tribunale civile dà ragione alla Contea, quello federale assegna a Basehart e ai suoi la custodia di Jay. Alla fine lo stesso Jay viene chiamato a testimoniare nel tribunale federale e benché Adrian cerchi di fare durare la sua deposizione il più a lungo possibile, una volta rilasciato l'investigatore viene preso in custodia dall'Immigrazione.
Dopo aver tentato invano la strada del ricongiungimento famigliare, dato che le sue sorelle sono nate negli Stati Uniti, Liz e Diane decidono di usare la loro ultima carta: la richiesta di un visto per meriti artistici e culturali, in base al cosiddetto "Decreto Einstein". Jay non è uno scienziato o un musicista famoso, però disegna graphic novels. Facendolo passare per un grande esperto, Liz e Diane chiamano a testimoniare in favore di Jay il collezionista di fumetti che in almeno un'occasione ha acquistato uno dei suoi lavori. Fanno presente che in passato persino Melania Trump ha beneficiato del Decreto e alla fine, grazie alla benevolenza del giudice di turno, Jay ottiene il sospirato visto per restare a Chicago.
Mentre Jay inizia a godersi la ritrovata libertà, Julius fronteggia le velate minacce del rappresentante repubblicano, inviperito per aver perso la possibilità di controllare ChumHum.
- Altri interpreti: Nikki M. James (Monica Timmons), Alan Rosenberg (Len Gottlieb), Ken Barnett (Ralph Beldi), Chinasa Ogbuagu (Brigitte Dipersia), Katrina Lenk (Naftali Amato), Daniel Rossmer (Avi Epps), Suzette Gunn (Meghan Schoer), Devin Ratray (Kevin Costas), Kylan Conroy (Aubrey), Michael Paul Chan (giudice Vincent Park), William M. Finkelstein (giudice Simon Kassovitz), Rob McClure (giudice Trig Mullaney), Carolee Carmello (giudice Eve Sebald), Jim Brochu (giudice Vernon Windsor), Jane Alexander (giudice Suzanne Morris)

## Giorno 492
- Titolo originale: Day 492
- Diretto da: Robert King
- Scritto da: Robert King e Michelle King

### Trama
Mentre si trova in aula Lucca inizia ad avvertire le doglie, anche se il parto sarebbe previsto di lì a due settimane; Colin è a Washington quindi è Maia a portarla in fretta all'ospedale. Accorrono anche i genitori di Lucca e la madre di Colin, Francesca; la loro contemporanea presenza provoca un certo caos ma alla fine Lucca dà felicemente alla luce il suo bambino, Joseph.
Accanto ad Adrian, Julius sostituisce Lucca nel Comitato che deve decidere come spendere i dieci milioni di dollari stanziati per risolvere il recente problema degli avvocati uccisi da clienti insoddisfatti. Del Comitato fanno parte anche il giudice Trig Mullaney, il giornalista e conduttore televisivo Ted Willoughby e un famoso insegnante. Adrian li giudica personaggi di scarso valore e purtroppo le successive discussioni all'interno del Comitato gli danno ragione: i lavori non procedono affatto.
Adrian e Julius propongono di usare lo stanziamento per un programma di acquisto delle armi illegali, così da toglierle dalle strade. Purtroppo all'interno del Comitato si trovano in minoranza e cercano dunque di portare dalla loro parte almeno Ted Willoughby. Le cose però volgono al peggio quando nel Comitato entra anche la bionda Keira, nota sostenitrice dell'NRA. La sua proposta, che viene accettata con entusiasmo dal trio di inetti, è infatti quella di usare i soldi per addestrare ed armare gli avvocati, così che siano pronti a difendersi. Al termine dei lavori, quando arriva il momento di scrivere materialmente la proposta, tutti trovano scuse per evitare il compito, ma Adrian si offre di farlo: poiché durante le sedute nessuno ha preso appunti e dato che quasi certamente nessuno degli altri leggerà il documento, prende in seria considerazione l'idea di presentare il suo progetto sull'acquisto delle armi al posto di quello approvato dal Comitato.
Kurt ha chiesto di entrare nell'FBI come perito balistico e due agenti contattano Diane per un controllo sul passato del marito e sulla loro attuale situazione. Inizialmente le domande sembrano innocue, ma ad un certo punto Diane, per evitare di mentire o di omettere informazioni, è costretta a raccontare di aver ospitato nel suo appartamento due persone potenzialmente interessanti per l'FBI: Maia Rindell, che ha abitato da lei durante lo scandalo, e Tully Nelson, l'amico con cui ha trascorso una notte. L'attenzione dell'FBI si concentra su quest'ultimo perché in almeno una occasione Nelson avrebbe minacciato di uccidere il Presidente.
A sua volta interrogato dalle agenti, Kurt scopre il legame tra Nelson e Diane, ma con la moglie non si mostra offeso o incollerito: le dice che nel loro matrimonio le cose sono ricominciate da zero ed ora bisogna solo andare avanti. Sollevata sul piano privato, Diane deve però affrontare le conseguenze pubbliche della sua condotta. Il procuratore federale Basehart, lo stesso che ha creato problemi a Jay, le fa consegnare un mandato di comparizione davanti al Gran Giurì: Diane dovrà testimoniare contro Tully. In pratica li si accusa di aver ordito una congiura contro il Presidente.
E di congiura aveva infatti parlato una lettera anonima ricevuta da Diane, un'offerta di aiuto che lei finisce per accettare, incontrando il mittente in un garage sotterraneo semibuio. Si tratta di Tara, la ex pornostar che tanti guai ha avuto con Trump e i Repubblicani. Per via dell'impeachment, che sta facendo innervosire molti,  forse non è un caso che Basehart se la sia presa con Jay e poi con Diane. La donna suggerisce a Diane di "seguire le donne", che sono sempre il punto debole di molti avversari.
Di fronte al Gran Giurì Nelson ha rinunciato al segreto professionale quindi Diane non può trincerarsi dietro il suo status di avvocato ed è obbligata a rispondere a tutte le domande. Cerca di fare passare l'accenno alla morte del Presidente come una battuta di Tully, e afferma di essersi sbarazzata della sua pistola Smith & Wesson 6/4 dopo il ferimento di Adrian Boseman perché il fatto l'ha molto turbata; Basehart però esibisce intercettazioni che la inguaiano.
Una è stata fatta nel suo appartamento e riporta il dialogo incriminante tra Diane e Tully, l'altra contiene affermazioni altrettanto imbarazzanti fatte da Diane durante l'incontro tra i Democratici sull'impeachment, coordinato da Ruth Eastman. In seguito Diane scopre che quest'ultima registrazione è stata fornita alla Procura dalla stessa Ruth, desiderosa di dimostrare (in vista del rafforzamento del Partito e della conquista di un importante seggio) che i Democratici sanno fare pulizia anche al loro interno.
Dopo una malinconica conversazione in cui Diane, Adrian e Liz hanno dibattuto il tema dei soprusi, concordando sul fatto che se le leggi del Paese sono ingiuste è necessario far prevalere la giustizia regolata dalla coscienza, Diane decide di difendersi passando all'attacco. Seguendo i suggerimenti di Tara crea una falsa notizia riguardante la relazione clandestina tra Basehart e una certa Aubrey, che sarebbe stata da lui allontanata per evitare lo scandalo; in realtà la donna è stata una delle amanti di Trump e per questo l'avvocato l'ha tolta dalla circolazione. Fatta debitamente trapelare con l'inconsapevole aiuto di Ted Willoughby, la notizia mette Basehart in seria difficoltà nei suoi rapporti con il Presidente ed i Repubblicani: probabilmente si libereranno di lui.
In città viene ucciso un giornalista: dopo gli avvocati, i nuovi bersagli del malcontento sembrano essere i rappresentanti della stampa.
- Altri interpreti: Gary Cole (Kurt McVeigh), Margo Martindale (Ruth Eastman), Judith Light (Deirdre Quinn), Obba Babatundé (Danny Quinn), Tim Matheson (Tully Nelson), Christopher Sieber (Neil Howard Sloan-Jacob), John Schiappa (Warren Hessman), Suzette Gunn (Meghan Schoer), Rob McClure (giudice Trig Mullaney), Lenny Wolpe (giudice John Evans), Mo Rocca (Ted Willoughby), Michael Satow (Stark Schiff), Taylor Louderman (Tara Stokes), Michelle Wilson (dottoressa Letitia Coulson), Andrea Martin (Francesca Lovatelli), Enrico Colantoni (Patrick Basehart), Jenna DiMartini (Jamie), Kasey Walker (Jill), Kylan Conroy (Aubrey), Roberta Colindrez e Deirdre Lovejoy (agenti federali)